# タウラゲ蜂起
タウラゲ蜂起（リトアニア語: Tauragės sukilimas）は、1927年9月9日にリトアニアのタウラゲで起きた蜂起。1926年のクーデターによりリトアニア人民族主義連合が政権についたことに対する、左派による武装蜂起であった。
蜂起に参加したのはリトアニア社会民主党、リトアニア農民人民連合およびロシアの社会革命党（エスエル）の党員の一部であった。1927年9月9日、タウラゲに社会民主党の国会議員ポヴィラス・ミクルスキスら約30人が集まった。タウラゲの街を襲って警察や銃兵を武装解除し、銀行や鉄道駅、その他重要施設を占拠した。蜂起に参加した最初の人々が「全国で政権が転覆し、軍もこの蜂起を支援している」と宣言したため、参加者の数は蜂起が起きて半日後には200人にまで膨れ上がった。
政府は蜂起をすぐに察知し、17時には軍隊が街に入った。その後蜂起参加者は次々に裁判にかけられ、銃殺刑に処された。タウラゲ市内のユーラ川近くにはこの出来事を記念する石碑が置かれている。
蜂起はタウラゲだけでなくラセイネイやケダイネイ、アリートゥスでも起きるはずだったが、様々な理由からタウラゲでしか起きなかった。